# Heinz Hülsmann
Heinz Hülsmann (* 2. September 1916 in Münster; † 1992) war ein deutscher Philosoph.

## Leben
Hülsmann studierte Philosophie, Germanistik und Geschichte an den Universitäten Münster und Freiburg, diente im Reichsarbeitsdienst (1937–38) und in der Wehrmacht (1938–42), wurde 1941 bei Smolensk verwundet und heiratete 1943 Helene Papenkort. 1946 legte er das Staatsexamen für das Lehramt an Gymnasien ab.
Von 1947 bis 1966 unterrichtete Hülsmann als Studienassessor (1947–53), Studienrat (1953–60) und Oberstudienrat (1960–66) am naturwissenschaftlichen Fichte-Gymnasium Krefeld. Der Promotion 1957 in Münster bei Otto Most und Joachim Ritter folgte die Habilitation in Salzburg, die Umhabilitation 1971 an der Westfälischen Wilhelms-Universität Münster (WWU). Von 1966 bis 70 war Hülsmann als Oberstudienrat im Hochschuldienst, von 1970 bis 72 als Studienprofessor an der WWU tätig. 1972 wurde er zum außerplanmäßigen Professor für Philosophie ernannt.

## Werke
- Die Methode in der Philosophie Nicolai Hartmanns. Schwann, Düsseldorf 1956 (Zugleich: Münster, Universität, Dissertation 1957).
- Zur Theorie der Sprache bei Edmund Husserl. Pustet, München 1964 (Zugleich: Salzburg, Universität, Habilitations-Schrift, 1965).
- Argumentation – Faktoren der Denksozialität. Bertelsmann, Düsseldorf 1971.
- Die Anonymität von Dialektik im Reden über Dialektik. Scriptor, Kronberg (Ts.) 1975, ISBN 3-589-20069-3.
- Die Verantwortung von Wissenschaft – von Manhattan zu Wyhl. Hain, Meisenheim am Glan 1977, ISBN 3-445-01491-4.
- Historischer Materialismus und Dialektik. Hain, Meisenheim am Glan 1977, ISBN 3-445-01426-4.
- Philosophie und Didaktik. Haag + Herchen, Frankfurt/Main 1979, ISBN 3-88129-277-2.
- Karl Marx – Antagonismus und Eigentum. Haag + Herchen, Frankfurt/Main 1980, ISBN 3-88129-299-3.
- Das Zeichen des Jonas. Haag + Herchen, Frankfurt/Main 1980, ISBN 3-88129-307-8
- Gleichheit und Gleichgewicht: Näherungen zur Metaphysik. Haag + Herchen, Frankfurt/Main 1980, ISBN 3-88129-339-6.
- Spuren von Spuren: Texte zur Meditation. Haag + Herchen, Frankfurt/Main 1982, ISBN 3-88129-492-9.
- Drift. Haag + Herchen, Frankfurt/Main 1983, ISBN 3-88129-637-9.
- Die technologische Formation – oder: lasset uns Menschen machen. Europäische Perspektiven, Berlin 1985, ISBN 3-89025-024-6.
- Die Maske: Essays zur technologischen Formierung der Gesellschaft. Westfälisches Dampfboot, Münster 1985, ISBN 3-924550-15-8.
- mit Ram Adhar Mall: Die drei Geburtsorte der Philosophie. China, Indien, Europa. Bouvier, Bonn 1989, ISBN 3-416-02195-9.
- Nietzsche und Odysseus: Eurozentrismus und anthropozentrische Differenz, Profil, München 1990, ISBN 3-89019-250-5.
- Läufige Zeichen: Vorlesungen aus dem Nachlaß, hrsg. v. Notker Schneider. Profil, München und Wien 1999, ISBN 3-89019-449-4.[1]